# Рудня (Ершичский район)
Ру́дня— деревня  в  Смоленской области России,  в Ершичском районе. Население — 17 жителей  (2007 год). Расположена в южной части области  в 3  км к северу от Ершичей на правом берегу реки Ипуть, у автодороги Ершичи – Рославль.
Входит в состав Ершичского сельского поселения.

## История
В прошлом небольшие железнорудные предприятия назывались Руднями. По всей видимости, здесь выплавлялось железо из добываемой болотной руды, откуда и пошло название деревни. В  1960 - 1971 годах в деревне жил и работал художник, лауреат Государственной премии СССР Ф.С. Шурпин.

## Достопримечательности
- Памятник археологии: курганная группа (187 курганов) в 1 км к востоку от деревни.
- Могила семей мирных жителей района, расстрелянных фашистами в 500 м к юго-востоку от деревни.